# Jonathan Tah
Jonathan Glao Tah, född 11 februari 1996, är en tysk fotbollsspelare (mittback) som spelar för Bayer Leverkusen.

## Landslagskarriär
Tah debuterade för Tysklands landslag den 26 mars 2016 i en 3–2-förlust mot England, där han byttes in i halvlek mot Mats Hummels.